# Wuppenau
Wuppenau é uma comuna da Suíça, no Cantão Turgóvia, com cerca de 968 habitantes. Estende-se por uma área de 12,1 km², de densidade populacional de 80 hab/km². Confina com as seguintes comunas: Braunau, Bronschhofen (SG), Kradolf-Schönenberg, Niederhelfenschwil (SG), Schönholzerswilen, Zuzwil (SG).
A língua oficial nesta comuna é o Alemão.